# Stefan Olsson
Stefan Olsson (sinh ngày 24 tháng 4 năm 1987) là tay vợt quần vợt xe lăn người Thụy Điển. Olsson là cựu tay vợt số hai thế giới. Anh đã giành hai danh hiệu Grand Slam nội dung đôi, giải Mỹ Mở rộng năm 2009 và danh hiệu Wimbledon năm 2010. Olsson đã giành được 2 danh hiệu ở cả hai nội dung đơn và đôi tại Masters cuối năm và là một nửa số nhà vô địch đôi nam nữ đương chức tại Thế vận hội Paralympic. Anh bắt đầu chơi quần vợt từ năm bảy tuổi.